# Zbiornik Podedwórze
Zbiornik Podedwórze este o arie protejată (arie de protecție specială avifaunistică — SPA) din Polonia întinsă pe o suprafață de 283,71 ha, integral pe uscat.

## Localizare
Centrul sitului Zbiornik Podedwórze este situat la coordonatele 51°42′28″N 23°10′29″E / 51.7077°N 23.1748°E.

## Înființare
Situl Zbiornik Podedwórze a fost declarat arie de protecție specială avifaunistică în octombrie 2007 pentru a proteja 15 specii de animale.

## Biodiversitate
Situată în ecoregiunea continentală, aria protejată nu include niciun habitat protejat.
La baza desemnării sitului se află mai multe specii protejate de  păsări (15): rață roșie (Aythya nyroca), buhai de baltă (Botaurus stellaris), buha (Bubo bubo), chirighiță neagră (Chlidonias niger), erete de stuf (Circus aeruginosus), erete cenușiu (Circus pygargus), cristeiul de câmp (Crex crex), presură de grădină (Emberiza hortulana), stârc pitic (Ixobrychus minutus), sfrâncioc roșiatic (Lanius collurio), gușă albastră (Luscinia svecica), cresteț cenușiu (Porzana parva), cresteț pestriț (Porzana porzana), chiră de baltă (Sterna hirundo), silvie porumbacă (Sylvia nisoria).